# Trezzo sull'Adda
Trezzo sull'Adda est une commune italienne de la ville métropolitaine de Milan, dans la région de la Lombardie.
La ville est connue pour son château qui se trouve sur le bord de l'Adda.

## Culture

### Monuments
- Château de Trezzo sull'Adda
- Pont de Trezzo

## Administration
| Période                                  | Période | Identité | Étiquette | Qualité |
| ---------------------------------------- | ------- | -------- | --------- | ------- |
|                                          |         |          |           |         |
| Les données manquantes sont à compléter. |         |          |           |         |

### Frazione
Concesa

### Sport
- Tritium Calcio 1908

### Personnalités
- Jacopo da Trezzo

### Communes limitrophes
Cornate d'Adda, Bottanuco, Capriate San Gervasio, Busnago, Grezzago, Vaprio d'Adda

## Jumelages
- Cevo (Italie)